# 노인 (고조선)
노인(路人, ? ~ 기원전 108년)은 위만조선의 관료로, 어양군 어양현(漁陽縣) 사람이다. '노인'은 이름자로, 성씨는 알 수 없다.

## 생애
사마천의 사기에 의하면 고조선과 전한의 전쟁이 1년동안 계속되자 고조선 내부의 주화파 신하들이 우거왕에게 진언을 하였는데진언이 무시당하자 태자 장항, 이계상 삼, 아들 최, 상 한음, 장군 왕겹 등과 같이 전한에 투항하였다. 투항하였을 때에는 조선상 직위에 있었다 한다. 그러나 투항하고 전한으로 이동하던 도중 죽음을 맞았다.

## 같이 보기
- 고조선-한 전쟁

## 참고 문헌
- 사마천 (기원전1~2세기). 〈권제115 조선열전(朝鮮列傳) / (漢文本)〉. 《사기》.